# 창원 안골포굴강
창원 안골포굴강(昌原 安骨浦掘江)은 대한민국 경상남도 창원시 진해구 안골동에 있는 조선시대의 군사시설이다. 1994년 7월 4일 경상남도의 기념물 제143호로 지정되었다.

## 현지 안내문
조선시대 배의 수리·보수·군사 물자의 하역·특수 목적 선박 등의 정박을 목적으로 세운 중요한 군사시설로, 방파제와 선착장의 역할을 함께 수행하였다.
조선 세조 8년(1462) 이 고장의 대외 방어 기지로서 안골포 수군만호진을 설치할 때 축조하였다. 임진왜란 당시 이순신 함대의 거북선이 정박한 적이 있다고도 하며, 주위에는 안골포 진성지, 안골왜성이 있어 국방상 대단히 유서가 깊은 전적지였음을 알 수 있다.

## 같이 보기
- 창원 안골왜성: 시도 문화재자료 제275호

## 참고 자료
- 창원 안골포굴강 - 국가유산청 국가유산포털